# Je lui dirai
Je lui dirai è il terzo singolo promozionale tratto dall'album di Céline Dion, Miracle (2004). La canzone scritta da Jean-Jacques Goldman e prodotta da Erick Benzi, originariamente pubblicata sull'album in francese 1 fille & 4 types, è stata pubblicata nell'ottobre 2004 in Francia.

## Antefatti e contenuti
Il brano scritto da Jean-Jacques Goldman e prodotto da Erick Benzi, fu pubblicato per la prima volta sull'album in francese 1 fille & 4 types (2003). L'anno successivo Céline pubblicò Miracle, la cui edizione pubblicata in Francia includeva anche Je lui dirai. La canzone fu rilasciata come singolo promozionale dell'album in Francia nell'ottobre 2004.
Per la promozione del singolo fu realizzato un videoclip musicale diretto da Scott Lochmus e pubblicato il 25 ottobre 2004. Il videoclip mostra la realizzazione del libro Miracle: A Celebration of New Life.

## Interpretazioni dal vivo e pubblicazioni
Il 1º ottobre 2003 al Caesars Palace di Las Vegas, Céline Dion registrò uno speciale televisivo distribuito da TF1 e dedicato all'album 1 fille & 4 types, in cui interpretò anche Je lui dirai.
La canzone successivamente è stata inclusa nel greatest hits della Dion, On ne change pas (2005).

## Formati e tracce
CD Singolo Promo (Francia) (Columbiaː SAMPCS 14477 1)
1. Je lui dirai – 3:50 (Jean-Jacques Goldman)